# Viatoristen
Die Viatoristen bzw. Kleriker vom hl. Viator (lat.: Clerici Sancti Viatoris, Ordenskürzel: CSV, der vollständige Name lautet Congregatio Clericorum Parochialium seu Catechistarum Sancti Viatoris) sind eine römisch-katholische Regularklerikergemeinschaft, die 1831 von Louis Querbes gegründet wurde und ihr Generalat in Vourles hat. Ab 2000 war Mark R. Francis Generalsuperior, seit 2012 ist es der Kanadier Alain Ambeault.

## Geschichte
1838 erfolgte die päpstliche Anerkennung als Klerikerkongregation. Patron der Gemeinschaft ist der heilige Viator, Lektor in Lyon, der den Bischof Justus als Eremit in die ägyptische Wüste begleitete und dort um 391 starb.
Zunächst war das Ziel, Landpfarrer als Lehrer und in ihren kirchlichen Diensten zu unterstützen. Auf dieser Linie ist die Kongregation heute vor allem erzieherisch tätig, unter anderem an Schulen, die von der Kongregation getragen werden, wie auch in der Pfarrseelsorge. Die Spiritualität orientiert sich an der der Jesuiten. 1865 betraten die ersten drei Viatoristen in Bourbonnais, Illinois, vierzig Kilometer südlich von Chicago, US-amerikanischen Boden. Am 2. August 1882 wurde die Viatoristen-Provinz Chicago ins Leben gerufen.
Seit 1978 werden Laienkatecheten beiderlei Geschlechts aufgenommen.
Im Jahre 2015 zählte die Kongregation 465 Mitglieder, darunter 206 Priester, in 85 Niederlassungen. Die Kongregation ist in Europa, Nord- und Südamerika, Afrika und Asien tätig.